# Ciciliano
Ciciliano – miejscowość i gmina we Włoszech, w regionie Lacjum, w prowincji Rzym.
Według danych na rok 2004 gminę zamieszkiwały 1133 osoby, 59,6 os./km².